# Randy le solitaire
Pour plus de détails, voir Fiche technique et Distribution.
Randy le solitaire (Randy Rides Alone) est un film américain réalisé par Harry L. Fraser, sorti en 1934.

## Synopsis
Randy Bowers aide Sally Rogers à trouver le coupable du meurtre de son oncle, le bandit Marvin Black alias Matt le Muet.

## Fiche technique
- Titre original : Randy Rides Alone

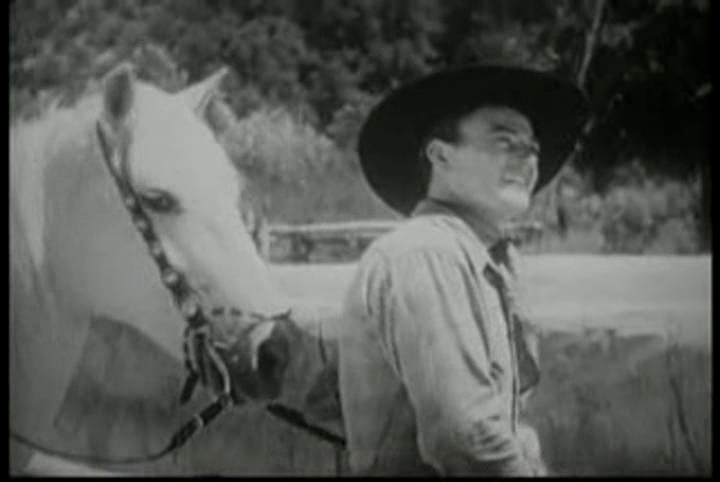
John Wayne

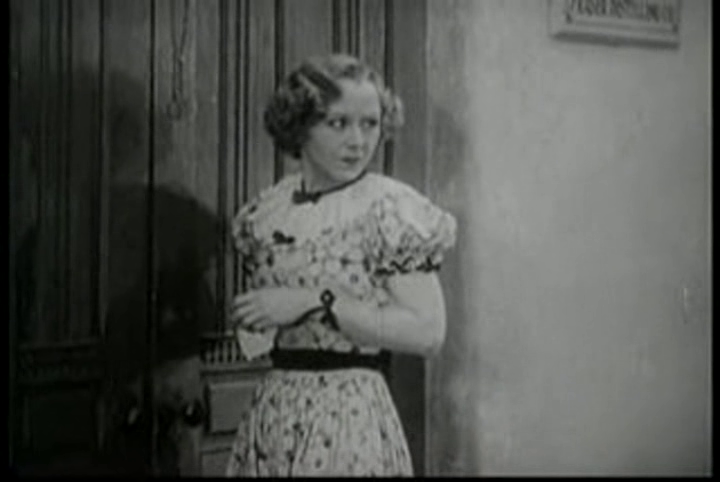
Alberta Vaughn

- Titre français : Randy le solitaire
- Réalisation : Harry L. Fraser
- Scénario : Lindsley Parsons
- Photographie : Archie Stout
- Son : John Stransky Jr.
- Montage : Carl Pierson
- Musique : Bernard B. Brown, Norman Spencer
- Production : Paul Malvern
- Société de production : Lone Star Productions
- Société de distribution : Monogram Pictures
- Pays de production :  États-Unis
- Langue originale : anglais
- Format : noir et blanc — 35 mm — 1,37:1 — son Mono (Balsley and Phillips Sound System)
- Genre : Western
- Durée : 53 minutes
- Date de sortie :
  - États-Unis : 18 juin 1934
- Licence : Domaine public

## Distribution
- John Wayne : Randy Bowers
- Alberta Vaughn : Sally Rogers
- Gabby Hayes : Matt Mathews, alias Marvin Black ou Matt le Muet
- Yakima Canutt : Spike
- Earl Dwire : le shérif
- Artie Ortego : un adjoint du shérif
- Tex Phelps : un adjoint du shérif